# Nephesa aurora
Nephesa aurora är en insektsart som beskrevs av George Willis Kirkaldy 1913. Nephesa aurora ingår i släktet Nephesa och familjen Flatidae. Inga underarter finns listade i Catalogue of Life.